# Scorpion (Mortal Kombat)
Scorpion es un personaje ficticio de la franquicia de juegos de lucha Mortal Kombat de Midway Games y NetherRealm Studios. Es un ninja espectro, el cual se define principalmente por su búsqueda de vengar la muerte de él, su familia y su clan. Su arma principal, además del fuego, es una kunai con una cadena retráctil, que usa para arponear a sus oponentes. Scorpion es el personaje más popular en la serie de Mortal Kombat junto con Sub-Zero.
Haciendo su debut como uno de los siete personajes jugables originales en Mortal Kombat en 1992, es un espectro ninja no muerto que busca venganza por su propia muerte a manos de Sub-Zero, lo que lo convierte en un antihéroe, habiendo sido este su papel principal en todo el curso de la serie hasta Mortal Kombat X cuando Kuai Liang (el nuevo Sub-Zero), le revela la verdad sobre la ejecución de los Shirai Ryu y los Lin Kuei a manos del nigromante Quan Chi, lo que ambos clanes firmaran la paz, pero sigue siendo neutral.
Se conocen tres personas distintas que ostentaron el alias Scorpion: El primero y más conocido es Hanzo Hasashi, el cual lo hizo entre el primer Mortal Kombat, de 1992, y Mortal Kombat 11, y los otros dos aparecieron en Mortal Kombat 1: el primero es Kuai Liang, quien se desempeñaba como el segundo Sub-Zero en juegos anteriores, y la otra es Harumi Shirai, quien en una línea de tiempo alternativa invirtió los roles con Hanzo, siendo este asesinado y ella queriendo vengarse de este hecho.

## Biografía ficticia

### Previo a Mortal Kombat
Hanzo Hasashi (波佐志 半蔵?) pertenecía a un clan llamado Shirai Ryu, rivales del clan Lin Kuei. Era un guerrero con extraordinarias habilidades, las cuales llamaron la atención del malévolo hechicero Quan Chi, quien lo contrató para robar un mapa en un Templo Shaolin. Lo que Hanzo desconocía era que Quan Chi también había contratado a Sub-Zero para la misma misión. Sub-Zero y Hanzo se encuentran en el Templo Shaolín y ambos mantienen una dura batalla en la que Sub-Zero asesina a Hanzo de forma deshonrosa. Luego, Quan Chi se encargó de revivir a Hanzo como un espectro y este adoptó el nombre Scorpion.

### Línea de tiempo original

##### Primera trilogía
Scorpion al ser revivido se da cuenta de que su clan y familia habían sido exterminadas. Quan Chi le informa que fue Sub-Zero quien asesinó y exterminó a toda su familia y clan. Scorpion, lleno de odio, y sediento de venganza, asesina a Sub-Zero (Bi-Han) en el torneo Mortal Kombat. Sin embargo, tiempo después, Scorpion se da cuenta de que existe otro guerrero llamado Sub-Zero con las mismas habilidades y cuando decide enfrentarlo, descubre que es el hermano menor de Sub-Zero, Kuai Liang. Al ver el honor que mantenía Kuai Liang al pelear, Scorpion decide ser su protector en las sombras.
Cuando Shao Kahn invade la Tierra, el desbalance interdimensional permite que Scorpion escape del Netherrealm. Es forzado por Shao Kahn a formar parte por él en la invasión, pero al ver que Kuai Liang es uno de los defensores de la Tierra, Scorpion se niega y se pone en su contra. Con la invasión sofocada por Liu Kang, Scorpion regresa al Netherrealm.

##### Invasión de Shinnok
Quan Chi, quien facilitó el escape de Shinnok, convence a Scorpion de que Bi-Han había regresado a la vida. Scorpion decide enfrentarlo una vez más, derrotándolo. Teniendo Scorpion a Sub-Zero bajo su merced, Quan Chi le revela a Scorpion que fue él el verdadero asesino de su familia y clan y busca desintegrarlo en el infierno, sin embargo Scorpion lo atrapa y lo encierra junto a él, atacándolo cada vez que podía encontrarlo.

##### Segunda trilogía
El hechicero descubrió un portal secreto que le permitiría escapar del espectro, arribando a las catacumbas del Rey Dragón Onaga. Scorpion lo persiguió por los reinos, pero Quan Chi contó con la ayuda de los demonios Oni Drahmin y Moloch, quienes derrotaron al espectro y lo arrojaron a un Soulnado, un gigantesco torbellino de almas que eran aprovechadas por otro aliado de Quan Chi, Shang Tsung.
Scorpion sobrevivió al soulnado usando todo su poder, llegando al cielo sagrado de los Dioses Antiguos, quienes vieron sus grandes poderes y motivación, y le encomendaron la misión de derrotar a Onaga, quien había renacido y derrotado a Raiden y a la Alianza Mortal de Shang Tsung y Quan Chi. Scorpion luchó junto a Shujinko, el cual fue quien derrotó al Rey Dragón.
Tras esto, Scorpion solicitó a los Dioses Antiguos que resucitaran a su Clan como agradecimiento, pero los Dioses Antiguos los resucitaron igual que Scorpion, como muertos vivientes, esto llenó de ira a Scorpion quien nuevamente buscaría venganza contra ellos en la misión de matar a los hermanos Taven y Daegon, quienes debían prevenir el Armageddon, uniéndose a las Fuerzas de la Oscuridad en la Batalla de la pirámide. Scorpion lucha en la Batalla del Armageddon del lado de las Fuerzas de la Oscuridad contra Sub-Zero. Scorpion figura entre las víctimas de la batalla, siendo apuñalado por la espada de hielo de Sub-Zero.

### Segunda línea de tiempo

##### Saga de Shao Kahn
En la nueva línea temporal, alterada por Raiden, Scorpion vivió de la misma manera hasta el Noveno Mortal Kombat (el primero de la saga). Durante el torneo es persuadido por Raiden, quien recibía visiones del futuro (enviados por su yo derrotado en la línea original), para que derrote pero no asesine a Bi-Han, de ser así, Raiden solicitaría a los Dioses Antiguos para que resucitaran a los Shirai Ryu. Scorpion en algún momento accede a la petición, pero cuando Quan Chi le muestra imágenes del pasado de su familia siendo masacrada por Sub-Zero, Scorpion se enfurece, sin escuchar a Bi-Han, quien clamaba por su inocencia, y lo asesina. Posteriormente, Quan Chi usaría el alma de Bi-Han para convertirlo en Noob Saibot.
Scorpion se mantiene al servicio del hechicero hasta que es emboscado por Kuai Liang, el segundo Sub-Zero quien buscaba venganza por la muerte de Bi-Han, quien lo derrota. Justo cuando iba a darle el golpe final, el menor de los Sub-Zero es secuestrado por Sektor y los cyborgs del Lin Kuei, quienes al final lo automatizan, esto permitió que Scorpion escapara.
El espectro enfrenta a Raiden junto con los Retornados, los defensores de la Tierra que fueron asesinados durante los conflictos (El mismo Kuai Liang, Kung Lao, Jax, Kitana, Jade, Kabal, Smoke, Stryker y la reina Sindel) pero son derrotados. Sin embargo, emergen cuando tras la derrota de Shao Kahn, Shinnok aprovecha a escapar del Netherrealm e invade la Tierra.

##### Primera invasión de Shinnok
Mientras los defensores sobrevivientes, Johnny Cage y Sonya Blade, ingresaban al infierno, los retornados Scorpion, Sub-Zero los emboscan y un retornado Jax hiere de gravedad a Cage, quien en la fuente del castillo del infierno resurgía como otro retornado, Raiden emboscó a Quan Chi, quien se encontraba custodiado por los tres retornados. Raiden logra deshacer con un conjuro, que hizo que Cage sanara y los tres retornados regresen a la vida.
Scorpion, nuevamente como Hanzo Hasashi, decidió superar su remordimiento por el mal causado, ayudado por el espadachín ciego Kenshi Takahashi, y refundó su clan, el Shirai Ryu.

##### Havik y el Código de Sangre
Años después de su resurrección, Hanzo rescata a Kenshi de un ataque del clan Dragón Rojo, asesinando al líder del escuadrón, Hsu Hao. Junto a Kenshi se encontraba su hijo, Takeda. El espadachín le pide a Hanzo de que refugie y entrene a Takeda en el Shirai Ryu mientras el seguía con la caza del Dragón Rojo. Hasashi entrena a Takeda, ayudado por Fox, uno de los estudiantes jóvenes, el cual se convierte en el "senpai" de Takeda. Más tarde, Hanzo es visitado por Raiden, quien le advierte de una fuerza maligna relacionada con los Kamidogus, dagas-sello que fueron utilizadas para encerrar nuevamente a Shinnok en su amuleto.
Tras años de entrenamiento, Fox es poseído por una desconocida entidad que predicaba el Código de Sangre, roba la daga Kamidogu del Netherrealm, asesina a todo el Shirai Ryu y secuestra a Hanzo y Takeda. Fox forzó a Takeda a que mate a Hasashi, pero este se niega, permitiendo que Hanzo se libere y ataque a Fox, invocando el poder de Scorpion. Takeda agarra por sorpresa a Fox y lo asesina.
Hanzo y Takeda se dirigen al Sky Temple en busca de explicaciones de Raiden, pero este, poseído por el Código de Sangre, los ataca. Takeda derrota a Raiden, quien se disculpa y les pide que recuperen otro Kamidogu, quien ha poseído a Kuai Liang.
Scorpion y Sub-Zero combaten prácticamente igualados, sin embargo Takeda logra quitarle el Kamidogu a Kuai Liang y regresan al Sky Temple. El próximo objetivo es la daga escondida en la Academia Wu Shi, en donde son recibidos por Shujinko y Havik, un clérigo del Chaosrrealm y responsable del Código de Sangre. Havik derrota a Hanzo y lo deja en un estado de trance. En este estado, Hanzo lucha dentro de su propia consciencia con Scorpion, derrotándolo y limpiando su último vestigio de espectro. Al despertar, Hanzo se transporta al templo de Shang Tsung, en donde Havik tomó como prisioneros a Sonya Blade, Johnny Cage, Kotal Kahn, Mileena y Ermac mientras Takeda luchaba contra unas poseídas Cassie Cage y Jacqui Briggs. Hanzo y Havik se transportan al Netherrealm en donde Hasashi decapita al clérigo, dejando su cabeza para que sea rematada por Drahmin y Moloch. Hanzo escapa de las garras de los Onis y felicita a Takeda por su gran labor, y ambos refundan por segunda vez el Shirai Ryu.
Por su labor en el conflicto con Havik, las Fuerzas Especiales le ofrecen a Takeda formar parte de un nuevo escuadrón, junto con Cassie, Jacqui y Kung Jin. Hanzo apoya la decisión ya que Takeda logró el grado de chujin.

##### Segunda invasión de Shinnok
Hanzo visita a Kuai Liang en el templo de los Lin Kuei, en donde el gran maestro se disculpa en nombre del clan con él y le revela, por medio de los recuerdos conservados en la cabeza de Sektor, que Quan Chi es el responsable de su muerte y de la de su familia. Ambos ninjas pactan la paz y el Shirai Ryu decide ir a la caza de Quan Chi.
Tras la Guerra Civil del Outworld, Quan Chi invade la Tierra pero es capturado por las Fuerzas Especiales. Hanzo les exige la cabeza del hechicero, teniendo que enfrentares a sus aliados (Cage, Sonya y Kenshi) y finalmente logra vengarse de él, decapitándolo. Justo antes de morir, Quan Chi recita el conjuro que liberó a Shinnok de su amuleto.
Apenado por el hecho, Hanzo decide quitarse la vida como disculpa, pero Raiden opta por otro castigo: Que él y el Shirai Ryu protejan a La Tierra por toda la eternidad.

### Ataque de Kronika
Tras la derrota de Shinnok a manos de Cassie Cage, Hasashi presencia el choque temporal provocado por la alianza entre Kronika, la titánide del tiempo y madre de Shinnok y los nuevos emperadores del Netherrealm, Liu Kang y Kitana (Retornados) con la desaparición de Raiden. Es reclutado por Johnny Cage y enviado junto con Kuai Liang para evitar de que Frost, antigua alumna de Sub-Zero convertida en Cyber Ninja, reviva la Iniciativa Cyber del Lin Kuei, consiguiendo interrumpirlo temporalmente gracias a la ayuda de Cyrax. Sin embargo resulta ser en vano pues, las dos versiones de Kano y Geras terminan reparando a Sektor y concluyendo el plan de Frost.
Con el reloj de arena del tiempo y la corona de Kronika en manos del mal, el Raiden del pasado reúne un ejército que resultó de la alianza de la Tierra con el Outworld, este último gobernado por la Kitana del pasado (luego de derrotar al Shao Kahn del pasado y recibir el trono de Kotal Kahn). Para ello deberán atravesar el Mar de la Sangre, por lo que envía a Hanzo a reclutar a Kharon y su crucero, en el Netherrealm. En ese lugar, es emboscado por el Scorpion del pasado y D'vorah, quien termina matándolo. Antes de morir, Hanzo le revela a su contraparte la verdad acerca de su primer muerte a manos de Quan Chi. El Scorpion del pasado se rebela, derrota a D'vorah y recluta a Kharon. Al regresar, es atacado por Raiden, pero le cuenta lo sucedido y ambos se disculpan.
Scorpion se une a las fuerzas de Raiden en el asalto final a las tropas de Kronika, y finalmente, la titánide es derrotada a manos del ahora Liu Kang Dios del Fuego, quien a posterior también derrota a Shang Tsung, quien intento manipular los hechos.

### Línea temporal creada por Liu Kang
En esta línea, Scorpion no es Hanzo Hasashi, sino Kuai Liang (hermano menor de Bi-Han), quien pertenece al clan Lin Kuei. La encarnación de Hanzo Hazashi como Scorpion aparece siendo un personaje kameo basado en la asistencia.
En la historia del juego, al principio apoyaba el deseo de su padre de coronar a su hermano, Sub-Zero, como nuevo Gran Maestro del clan Lin Kuei, pero las actitudes ególatras de su hermano, y el llamado de Liu Kang a defender la Tierra pusieron en alerta a Scorpion, el cual deberá protegerla de las amenazas venideras, en la que quizá se encuentre Sub-Zero. Los Lin Kuei sirven al Dios del Fuego Liu Kang como protectores de la Tierra, pero Scorpion abandona el clan junto a Smoke después de que su hermano, Bi-Han, revele que dejó morir a su padre y los traicione ante Shang Tsung. Tras la derrota de las fuerzas del Titán Shang Tsung, Scorpion y Smoke huyen a Japón para fundar junto con Harumi Shirai, amiga de la infancia e interés romántico de Kuai Liang, el clan Shirai Ryu. Hanzo Hasashi en esta línea temporal aparece en el final de Smoke, donde se le presenta como un joven ladrón al que Smoke recluta para el Shirai Ryu, convirtiéndose en el aprendiz de Kuai y Smoke. 
Una versión alternativa de Hanzo como Scorpion aparece como primer jefe en el modo Invasión, donde luego de convertirse en titán del tiempo amenaza la línea temporal de Liu Kang tras descubrir que la única línea temporal en la que encontró a Harumi con vida era aquella en la que se casó con Kuai Liang. Después de derrotarlo, Liu Kang lo envía a una línea temporal alternativa en la que Harumi perdió a Hanzo y se convirtió ella misma en Scorpion, lo que lleva a ambos a estrechar lazos por su dolor compartido antes de unirse para enfrentarse a las fuerzas del mal de Quan Chi.

## Recepción
El personaje ha hecho varias apariciones en programas de televisión, incluso en la serie animada Drawn Together (episodio de 2005 "The One Wherein There is Big Twist: Part 2"), Robot Chicken (episodio de 2005 "S&M Present") y The Cleveland Show (episodio 2010 "Otra mala acción de gracias"). El luchador profesional Cody Rhodes se vistió como Scorpion para Halloween en 2013. Scorpion apareció junto a Raiden, Ermac, Jax y Shang Tsung en el cortometraje de animación de Comedy Central en el año 2014 parodiando a Mortal Kombat, en el que fue renombrado como "Iron Shogun" y debía competir en el torneo subterráneo "Yao Zhang" (Shang Tsung) antes de que se retrase debido a que los otros participantes no se presentaron. Con Zhang incapaz de encontrar un reemplazo, Iron Shogun es declarado el vencedor del torneo después de que él lance fatalmente a un repartidor de pizza que entra a la arena.

### Recepción de la crítica y la popularidad
Scorpion es a menudo considerado como uno de los personajes más populares e icónicos de la franquicia de Mortal Kombat, y en el género de juegos de lucha en general. SuperGamePower le dio a él y a Ryu de Street Fighter un premio compartido para el mejor luchador de 1996. Game Informer calificó a Scorpion como el tercer mejor personaje de juego de lucha en 2009, mientras que UGO Networks clasificó a Scorpion en segundo lugar, solo en la categoría principal El protagonista Liu Kang en su lista de 2012 de los cincuenta mejores personajes de la franquicia. Scorpion fue calificado como el tercer mejor personaje Ninja en videojuegos por Cheat Code Central en 2011, yPLAY también lo clasificó cuarto en su propia lista en 2013. Lucas Sullivan de GamesRadar lo clasificó como el séptimo mejor personaje de juego de lucha en la historia del género, diciendo: Scorpion tiene una competencia difícil en la franquicia de MK, pero ninguno viene cerca del mero frescor de su factor "antagonista de los no muertos". A pesar de que comenzó como un mero intercambio de paletas, el atractivo de Scorpion lo convirtió en uno de los pioneros en todos los juegos importantes de MK hasta la fecha. Complex incluyó a Scorpion en una gran cantidad de listas de los mejores de los mejores: fue clasificado como el quinto peleador más brutal de la serie y la mejor mascota de videojuegos del quince, además del cuarto personaje de juego de lucha "más dominante" el personaje de videojuego número 23 "más rudo" de todos los tiempos, y uno de los 25 personajes de videojuegos que merecían su propio título derivado. Tanto si quieres admitirlo como si no, Scorpion ejecuta la serie MK más de lo que Liu Kang ha tenido. En 2008, IGN escribió que aunque Scorpion era inicialmente un personaje intercambiado de paletas, en realidad es mucho más complicado de lo que estas apariciones iniciales dejan ver; En 2013, fue nombrado subcampeón de Kratos como el personaje de videojuego "más malo" por The Ultimate Gamer. Scorpion fue elegido como el mejor personaje de la serie en una encuesta de fanáticos de 2013 organizada por Dorkly, y terminó tercero detrás de Raiden y Smoke en las encuestas anuales de fanáticos "Supreme Mortal Kombat Champion" organizadas por Mortal Kombat Online en 2013, pero fue eliminado en las rondas más bajas en 2012 y 2014.
Como Scorpion se entrelaza regularmente con Sub-Zero a lo largo de la serie, a menudo se han emparejado en lo que respecta a la recepción crítica. Se ubicaron en segundo lugar en la lista de WatchMojo de los personajes más icónicos del juego de lucha de 2012, se ubicaron en el cuarto lugar de su lista de los diez mejores ninjas de juegos de video, y compartieron el quinto puesto en el juego de video superior lista de ninjas de PC World en 2009. Empató con Sub-Zero en la parte superior de la lista de 2006 de Game Revolution de los diez mejores personajes de la MK "de la vieja escuela", y un artículo de GamesRadar de 2011 discutió su evolución en Mortal Kombat, citándolos como sus dos personajes más populares. Juntos, Scorpion y Sub-Zero fueron elegidos como los quintos personajes más icónicos en las dos décadas de PlayStation por los lectores de la revista oficial de PlayStation - Reino Unido en 2015. Scorpion también se ubicó en tercer lugar, justo detrás de Sub-Zero, en una encuesta de 2016 lectores por Hobby Consolas para el personaje más popular de todos los juegos de lucha, con el personal notándolo derrotando a gente como Kazuya Mishima, Chun-Li, Fulgore e incluso Son Goku. GamePro clasificó a Scorpion, Sub-Zero y a los otros ninjas de la serie en tercer lugar en su lista de 2009 de los mejores personajes de videojuegos intercambiados con paletas, agregando que Midway Games ha convertido el arte de crear nuevos personajes de otros personajes de diferentes colores en una ciencia. Robert Naytor de Hardcore Gaming 101 consideró que Ermac era "una mejor opción" que Scorpion por aparecer en Psi-Ops: The Mindgate Conspiracy, dada la cantidad de telekinesis que se usa a lo largo del juego.

### Movimientos especiales y Muertes
En su mayoría han sido muy bien recibidos, también. En 2010, IGN incluyó al "Flaming Skull" de Scorpion como la segunda mejor fatalidad de MK sin especificar ningún título en particular en la serie, debido a cómo cambia la percepción del personaje del personaje cuando se quita su máscara. Lo llamaron un "clásico perdurable", señalando que el finalizador se mantuvo notablemente sin cambios en juegos futuros como resultado de su conexión con el personaje. Su ataque con lanza fue clasificado por IGN como el arma número 76 en videojuegos en 2012, y noveno en GameSpotLa lista de 2002 de los diez mejores movimientos especiales de juegos de lucha de todos los tiempos como el ataque más poderoso y equilibrado del juego original, así como por su valor de choque inicial, mientras que se considera "el movimiento definitivo de Mortal Kombat". El "Nether Gate" de MK9 fue incluido por FHM en su lista de las nueve Fatalities más brutales del juego. Su amistad en MKII, compartida con Sub-Zero y Reptile, se ubicó en el puesto 47 en la lista de Prima Games de 2014 de las cincuenta muertes más importantes de la serie, además de la "Puerta Nether" que se encuentra en el puesto 45, su Fatality de escenario de MK9 en el 35, y el "cráneo llameante". We Got This Covered clasificó a la "Puerta Nether" entre los finalistas principales del reinicio: "Sub-Zero se desgarra en este juego, pero no es tan repulsivo como lo fue hace una década. Scorpion sin embargo ha encontrado una nueva forma de usar su arma favorita para el daño máximo". Paste lo calificó como el cuarto mejor Fatality de MK9, además de calificar al "Flaming Skull" como el tercer mejor finalizador del primer juego. Complex clasificó al "Flaming Skull" último en su lista de las veinte mejores jugadas de MK en 2013, y lo calificó de "espeluznante al máximo". Sin embargo, Un pingüino que pone un huevo explosivo atado con el de Rain como el octavo peor jugador de la serie según GamePro.
La emblemática frase de Scorpion "Get over here!" ("¡Ven aquí!") fue incluida en la lista humorística de PLAY de las diez mejores frases de conversación. Según PlayStation Universe en 2011, Scorpion "ha generado una de las frases más emblemáticas en la historia de los juegos" y "sigue siendo un favorito de los fanáticos firmes diecinueve años desde su debut". La frase fue un factor en ScrewAttack que clasificó a Scorpion primero en su lista de los personajes principales de la serie.

## Apariciones de Scorpion
Scorpion ha sido jugable en casi todos los juegos de lucha de Mortal Kombat, con la única excepción de la versión original de Mortal Kombat 3. Fue uno de los personajes que representaron a la serie en los juegos cruzados mientras tenía papeles de invitado en otros juegos, además de aparecer en una variedad de artículos oficiales de la serie y otros medios alternativos. Scorpion aparece en el logotipo de NetherRealm Studios, el sucesor de Midway Games.

### Videojuegos
- Mortal Kombat 1992
- Mortal Kombat II 1993
- NBA Jam Tournament Edition Beta 1994 (personaje secreto)
- Ultimate Mortal Kombat 3 1995
- Mortal Kombat Trilogy 1996
- Mortal Kombat Mythologies: Sub-Zero 1997
- Mortal Kombat 4 1997[4]
- Mortal Kombat Gold 1999
- The Grid 2000 (Personaje secreto)
- Mortal Kombat: Deadly Alliance 2002
- Mortal Kombat Tournament Edition 2003
- Psi-Ops: The Mindgate Conspiracy 2004 (Traje alternativo)
- Mortal Kombat: Deception 2004
- Mortal Kombat: Shaolin Monks 2005
- Mortal Kombat: Armageddon 2006
- Mortal Kombat: Unchained 2007
- Mortal Kombat vs. DC Universe 2008
- Mortal Kombat 9 2011[5]
- Injustice: Gods Among Us 2013 (Personaje DLC)
- Mortal Kombat X 2015[6]
- Mortal Kombat Mobile 2016
- Mortal Kombat 11 2019
- Mortal Kombat 1 2023

### Películas
- Mortal Kombat (1995)
- Mortal Kombat: Aniquilación (1997)
- Mortal Kombat Legends: La venganza de Scorpion (2020)
- Mortal Kombat (2021)
- Mortal Kombat Legends: La batalla de los reinos (2021)
- Mortal Kombat Legends: Frío y penumbra (2022)
- Mortal Kombat 2 (2025)

### Series
- Mortal Kombat: Defenders of the Realm (1996)
- Mortal Kombat: Conquest (1998)
- Drawn Together (2004)
- Mortal Kombat: Legacy (2011)